# San Leo (Italia)
San Leo es un municipio en la provincia de Rimini, región Emilia Romagna, Italia.

## Localización y límites
Se encuentra al confín con la región de las Marcas (Marche), a unos 100 km al noroeste de Ancona y alrededor de 45 km al oeste de Pésaro. 
San Leo limita con los siguientes municipios: Acquaviva (San Marino), Chiesanuova (San Marino), Ciudad de San Marino (San Marino), Maiolo, Montecopiolo, Monte Grimano, Novafeltria, Sassofeltrio, Torriana, Verucchio.
La ciudad es conocida por su gran fortaleza a una altitud de 600 m s. n. m.

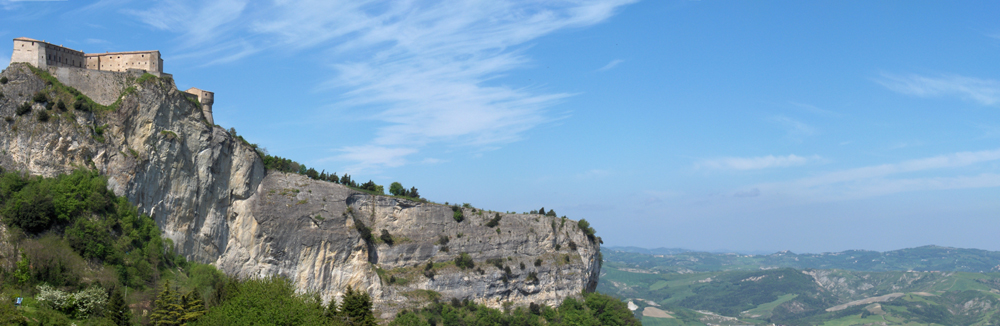
Vista de San Leo

## Ciudad hermanada
- Ciudad de San Marino  San Marino

## Evolución demográfica
| Gráfica de evolución demográfica de San Leo entre 1861 y 2001 |
|                                                               |
| Fuente ISTAT - elaboración gráfica de Wikipedia               |